# Pseudameira reducta
Pseudameira reducta är en kräftdjursart som beskrevs av Walter Klie 1950. Pseudameira reducta ingår i släktet Pseudameira och familjen Ameiridae. Arten har ej påträffats i Sverige. Inga underarter finns listade i Catalogue of Life.